# Flaiano (cráter)

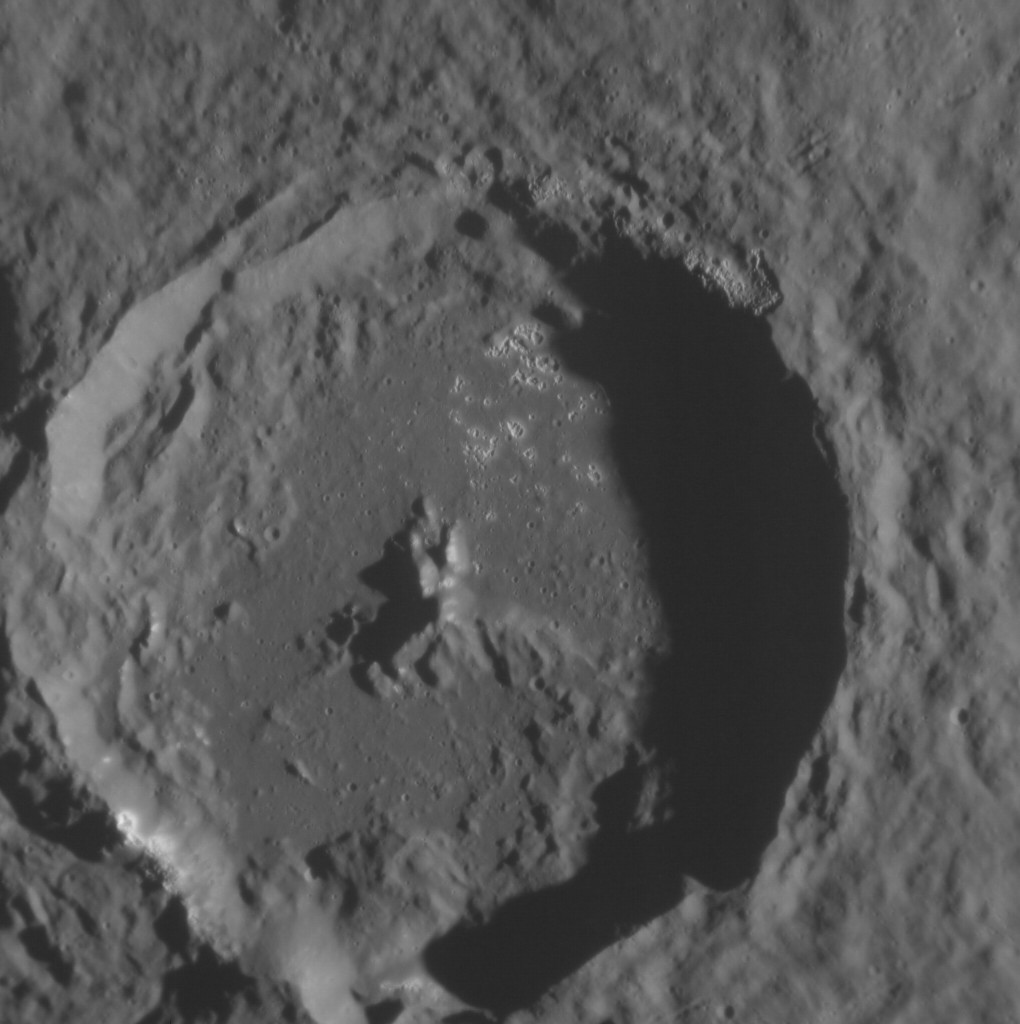
Cráter Flaiano

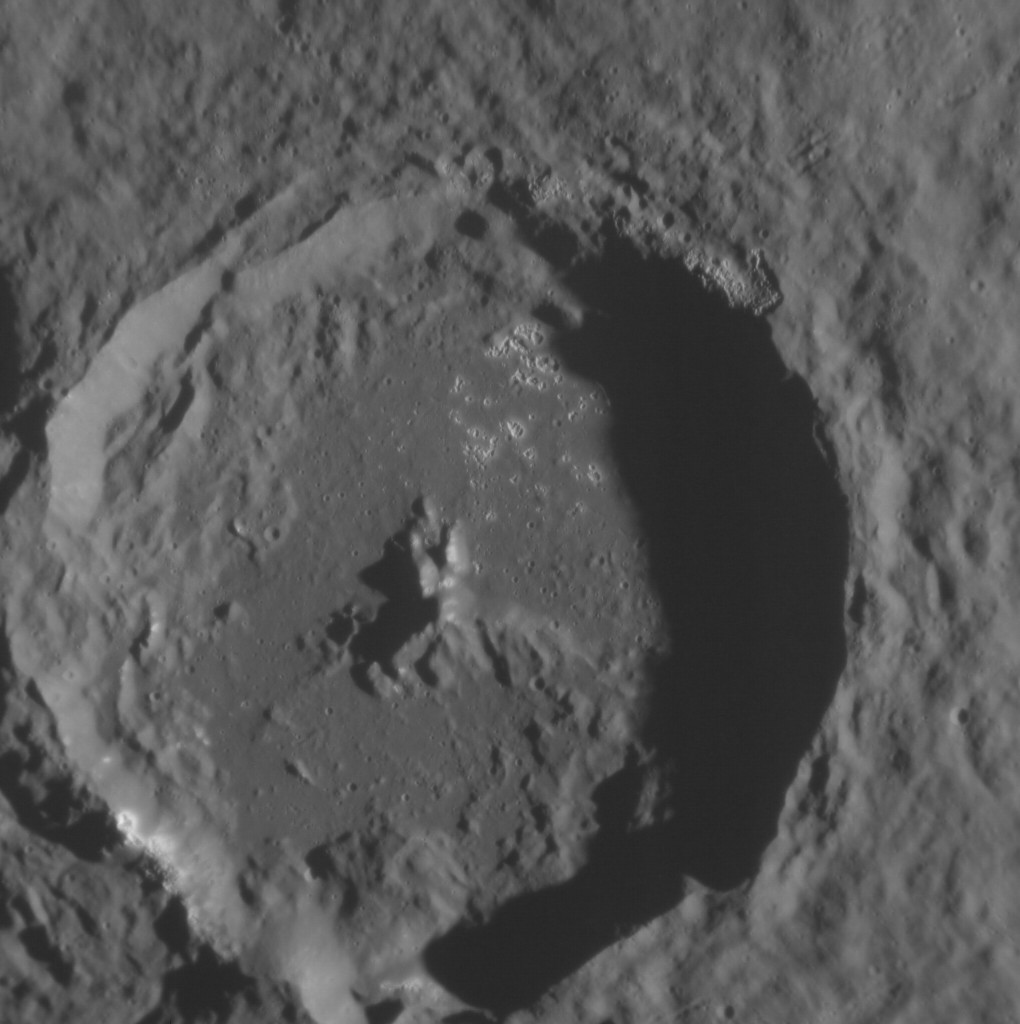
cráter flaiano

Flaiano es un cráter de impacto de 43 km de diámetro del planeta Mercurio. Debe su nombre al escritor italiano Ennio Flaiano (1910-1972), y su nombre fue aprobado por la  Unión Astronómica Internacional en 2013.